# Чинтулово
Чинтулово е село в Югоизточна България. То се намира в община Сливен, област Сливен.

## География
Намира се в подножието на Източна Стара планина.

## История
Старото име на селото е Касъмово.

## Религии
Източно православие.
На 20 юли 1905 г., Илинден, Сливенският митрополит Гервасий освещава гробницата и я нарича параклис „Св. Пророк Илия“.
След смъртта на жените, които го поддържали, манастирът започва да се руши и до 1965 г. рухва напълно. През 1999 г. започват възстановителни работи и от 2006 г. е възстановен.

## Културни и природни забележителности
В околностите на селото се намира манастирът „Св. Пророк Илия“, построен през 1830 г. През 2006 г. е възстановен.

## Редовни събития
На 20 юли има събор в селото – чества се Св. Пророк Илия.

## Други
Селото носи името на великия българин, поет, композитор и педагог Добри Чинтулов.